# SB創意
SB創意株式會社（日语：／ Esubī Kurieitibu Kabushiki Kaisha *）是—間涉足於數字內容產業、出版業的日本株式会社，為軟銀集團旗下的SB媒體控股的子公司。SB創意的出版業務涵蓋一般書籍、輕小說、漫畫和電子書，另外也提供銷售支援及企劃製作服務以及銷售供便利商店、超市等店家使用的數位標牌。SB創意於1999年3月24日成立，前身是「軟銀株式會社」（ソフトバンク株式会社，現稱軟銀集團）的出版部門。
SB創意株式會社的主要業務是數字內容產業和出版業。
隨著技術的發展，多樣化的內容傳播方式，巨大的變化會持續產生。
內容及其展示方法也將進化。
創造新的可能性和機會。
我們的目標是成為一家能夠在應對變化的同時繼續為人們帶來感動的公司。——土橋康成，2013年10月，SB創意網站

## 公司沿革
1999年3月，軟銀株式會社（ソフトバンク株式会社，現稱軟銀集團）分拆出版部門至新成立的子公司「軟銀出版株式會社」（ソフトバンク パブリッシング株式会社）。1999年12月，軟銀出版成立首間主要業務為電子出版的子公司「軟銀ZDNet株式會社」（ソフトバンク・ジーディーネット株式会社，現稱IT media）。同年4月1日，軟銀出版改名為「軟銀媒體與行銷株式會社」（ソフトバンク・メディア・アンド・マーケティング株式会社）並轉為控股公司，同時分拆出版業務至新成立的子公司「軟銀出版株式會社」。2000年5月，軟銀媒體與行銷的總部移至赤坂。2005年8月，軟銀媒體與行銷透過股權轉讓成立控股公司「軟銀媒體行銷控股株式會社」（ソフトバンクバンク メディアマーケティング ホールディングス株式会社，現稱SB媒體控股）。同年10月，軟銀媒體與行銷、軟銀出版和SBMM創意（SBMMクリエイティブ）合併，並且改名為「軟銀創意株式會社」（ソフトバンク クリエイティブ株式会社）。2006年1月，軟銀媒體行銷控股吸收合併SBMM控股（SBMMホールディングス）。2008年4月，軟銀創意與禾林開始共同發行網路漫畫《禾林漫畫》（ハーレクインコミックス）。2010年3月31日，軟銀創意取得2010年國際足總世界盃日本全國手機的獨家轉播權。同年8月，軟銀創意、Finger Touch和Tubecomm就日本和和韓國的數位標牌業務達成基本共識。2011年6月，軟銀創意的總部移至六本木。同月，軟銀創意與歐力士成為數位標牌業務上的戰略合作夥伴。2013年10月1日，軟銀創意改名為「SB創意株式會社」（SBクリエイティブ株式会社）。2024年1月，SB創意的總部移至虎之門。

## 出版業務

### 活躍品牌

#### 小說
- GA文庫
- GA小說
- SB文庫（日语：SB文庫）
- ツギクルブックス（日语：ツギクルブックス）

#### 新書
- SB新書（日语：SB新書）
- Science i新書（日语：サイエンス・アイ新書）

### 已結束品牌

#### 雜誌
- Oh!PC（日语：Oh!PC）
- Oh!98
- Oh!88
- Oh!X（日语：Oh!X）
- Oh!FM TOWNS（日语：Oh!FM TOWNS）
- Oh!HC
- Oh!55
- Oh!PASOPIA
- Oh!16（日语：Oh!16）
- Oh!Hitbit
- THE COMPUTER
- Oh!Dyna
- THE SOFTBANK
- 月刊PC
- PC music（日语：PC music）
- MacUser日本版（日语：MacUser日本版）
- Beginners'Mac（日语：Beginners'Mac）
- ゲーマガ（日语：ゲーマガ）
- スーパー64（日语：スーパー64）
- ザ・プレイステーション（日语：ザ・プレイステーション）
- GAME BLAST
- RASPBERRY（日语：RASPBERRY）
- PC WEEK日本版
- 暮らしとパソコン（日语：暮らしとパソコン）
- DO YOU?
- PC USER（日语：PC USER）
- PC Life
- C MAGAZINE
- 月刊少年ブラッド（日语：月刊少年ブラッド）
- Comi Digi+（日语：Comi Digi+）
- オープンソースマガジン（日语：オープンソースマガジン）
- Net Run
- Yahoo! Internet Guide（日语：Yahoo! Internet Guide）
- PC JAPAN（日语：PC JAPAN）
- DOS/V Magazine
- OS/2 Magazine
- N＋I NETWORK Guide
- Hi-Player（日语：Hi-Player）
- Neo genesis（日语：Neo genesis）
- 月刊ホークス（日语：月刊ホークス）

#### 漫畫
- SB Comic
- Comi Digi COMICS
- Flex Comix

## 外部連結
- SB創意的官方網站（公司資訊） （日語）（英文）
- SB創意的官方網站（出版資訊）（日語）
- SB創意出版總部的X（前Twitter）（日語）
- SB創意銷售部門的X（前Twitter）（日語）
- SB創意招聘部門的X（前Twitter）（日語）
- （日語）
- FinTech Journal（日語）
- Seizo Trend（日語）